# Toby Lewis
Toby Lewis (* 13. November 1989 in Hampshire) ist ein professioneller britischer Pokerspieler aus England. Er gewann 2010 das Main Event der European Poker Tour und 2023 ein Bracelet bei der World Series of Poker Online. Bei der Aussie Millions Poker Championship siegte er 2018 beim Main Event sowie 2019 bei der A$50.000 Challenge.

## Pokerkarriere
Lewis begann auf dem College mit Poker. Er spielt online unter den Nicknames 810ofclubs (PokerStars sowie Winamax), DustPistons (WSOP.com), sexystuff1989 (Full Tilt Poker), eightenclubs (partypoker), Moorman1Donk (PokerStars.FR), eightenofclub (iPoker) und TobyLewis (888poker). Viele seiner Nicknames beziehen sich auf die Pokerhand 8♣ 10♣. Im Jahr 2011 stand Lewis zeitweise auf Platz zwei des PokerStake-Rankings, das die erfolgreichsten Onlinepoker-Turnierspieler weltweit listet.
Seine erste Geldplatzierung bei einem Live-Turnier erzielte Lewis im April 2009 in Brighton. Anfang Dezember 2009 kam er zum ersten Mal beim Main Event der European Poker Tour (EPT) in Prag in die Geldränge und erhielt für seinen 28. Platz ein Preisgeld von 12.800 Euro. Im September 2010 gewann er das EPT-Main-Event in Vilamoura. Dafür setzte er sich gegen 383 andere Spieler durch und erhielt eine Siegprämie von knapp 470.000 Euro. Ende September 2010 siegte der Brite auch bei einem Side-Event der EPT in London und sicherte sich damit knapp 70.000 britische Pfund. Im Juni 2011 war er erstmals bei der World Series of Poker (WSOP) im Rio All-Suite Hotel and Casino am Las Vegas Strip erfolgreich und kam bei zwei Turnieren in Varianten von Texas Hold’em in die Geldränge. Anfang Mai 2012 wurde Lewis bei einem Event im Rahmen der EPT in Monte-Carlo hinter Dan Smith Zweiter für ein Preisgeld von rund 130.000 Euro. Im Februar 2013 saß der Brite am Finaltisch des Main Events der World Poker Tour (WPT) in Los Angeles und belegte den sechsten Platz für knapp 200.000 US-Dollar. Mitte Mai 2013 wurde er beim EPT High Roller in Monte-Carlo Fünfter für 232.400 Euro Preisgeld. Anfang September 2014 erreichte Lewis erneut den Finaltisch des WPT-Main-Events und landete im nordzyprischen Kyrenia auf dem vierten Rang für mehr als 100.000 US-Dollar. Bei der WSOP 2015 erreichte er im Main Event den sechsten Turniertag und schied dort als 53. für knapp 140.000 US-Dollar aus. Im Januar 2016 platzierte sich Lewis am Finaltisch des Main Events des PokerStars Caribbean Adventures auf den Bahamas und belegte dort den vierten Platz für mehr als 250.000 US-Dollar Preisgeld. Anfang Februar 2018 gewann er das Main Event der Aussie Millions Poker Championship in Melbourne. Dafür setzte sich der Brite gegen ein Feld von 800 Teilnehmern durch und sicherte sich aufgrund eines Deals mit Stefan Huber und Espen Solaas eine Siegprämie von knapp 1,5 Millionen Australischen Dollar. Im März 2018 wurde der Brite beim WPT-Main-Event in Los Angeles Zweiter und kassierte dafür rund 600.000 US-Dollar. Im Januar 2019 belegte er bei der A$25.000 Challenge der Aussie Millions den zweiten Platz und erhielt aufgrund eines Deals mit Rainer Kempe ein Preisgeld von knapp 800.000 Australischen Dollar. Wenige Tage später setzte sich Lewis an gleicher Stelle bei der A$50.000 Challenge durch und sicherte sich rund 820.000 Australische Dollar. Anfang Juli 2021 wurde der Brite bei den Wynn Millions im Wynn Las Vegas Dritter und erhielt aufgrund eines Deals mit zwei anderen Spielern eine Auszahlung von über 1,2 Millionen US-Dollar. Bei der mittlerweile im Horseshoe Las Vegas und Paris Las Vegas ausgespielten WSOP 2023 erreichte er im Main Event mit dem kleinsten Chipstack den Finaltisch, der ab dem 16. Juli 2023 gespielt wurde. Lewis belegte den siebten Platz und erhielt sein bislang höchstes Preisgeld von mehr als 1,4 Millionen US-Dollar. Ende September 2023 gewann er bei der World Series of Poker Online auf der Plattform WSOP.com das NLH Freezeout mit einem Hauptpreis von knapp 60.000 US-Dollar und sicherte sich ein Bracelet.
Insgesamt hat sich Lewis mit Poker bei Live-Turnieren mehr als 9,5 Millionen US-Dollar erspielt.